# Narberth (Wales)
Narberth (Arberth in het Welsh) is een plaats in het Welshe graafschap Pembrokeshire.
Narberth telt 2150 inwoners.

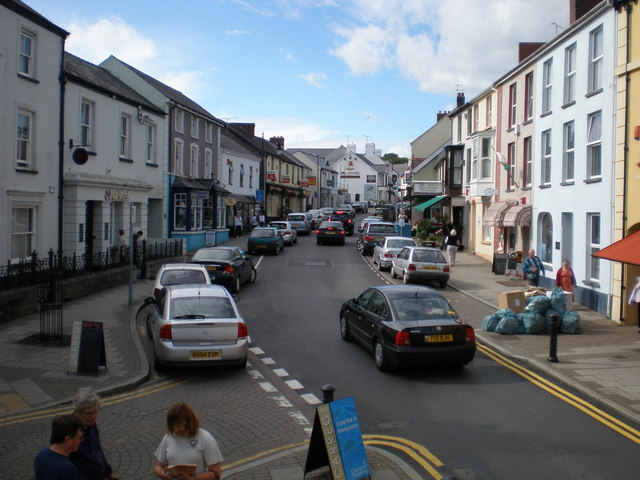
High Street
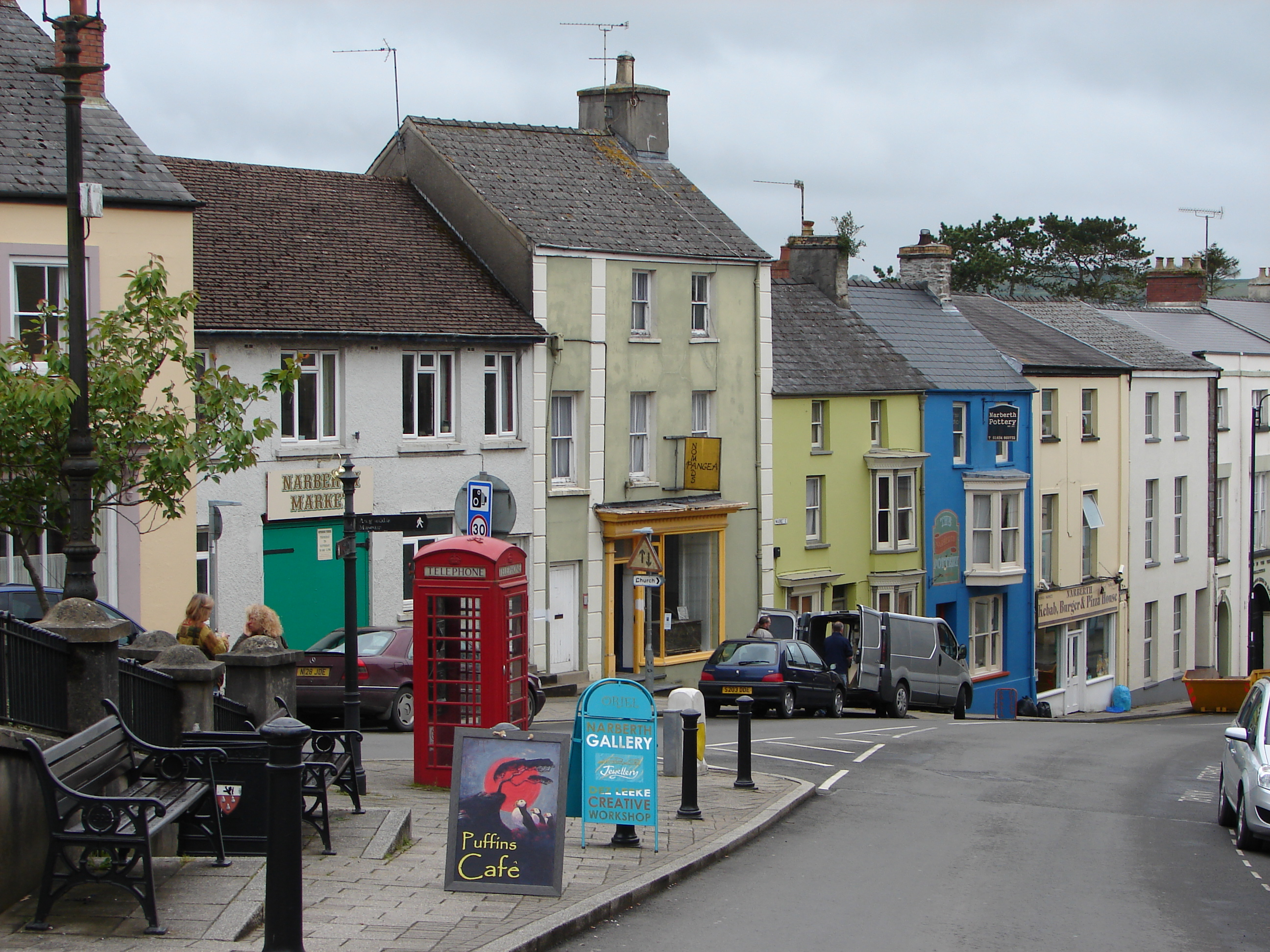
Centrum
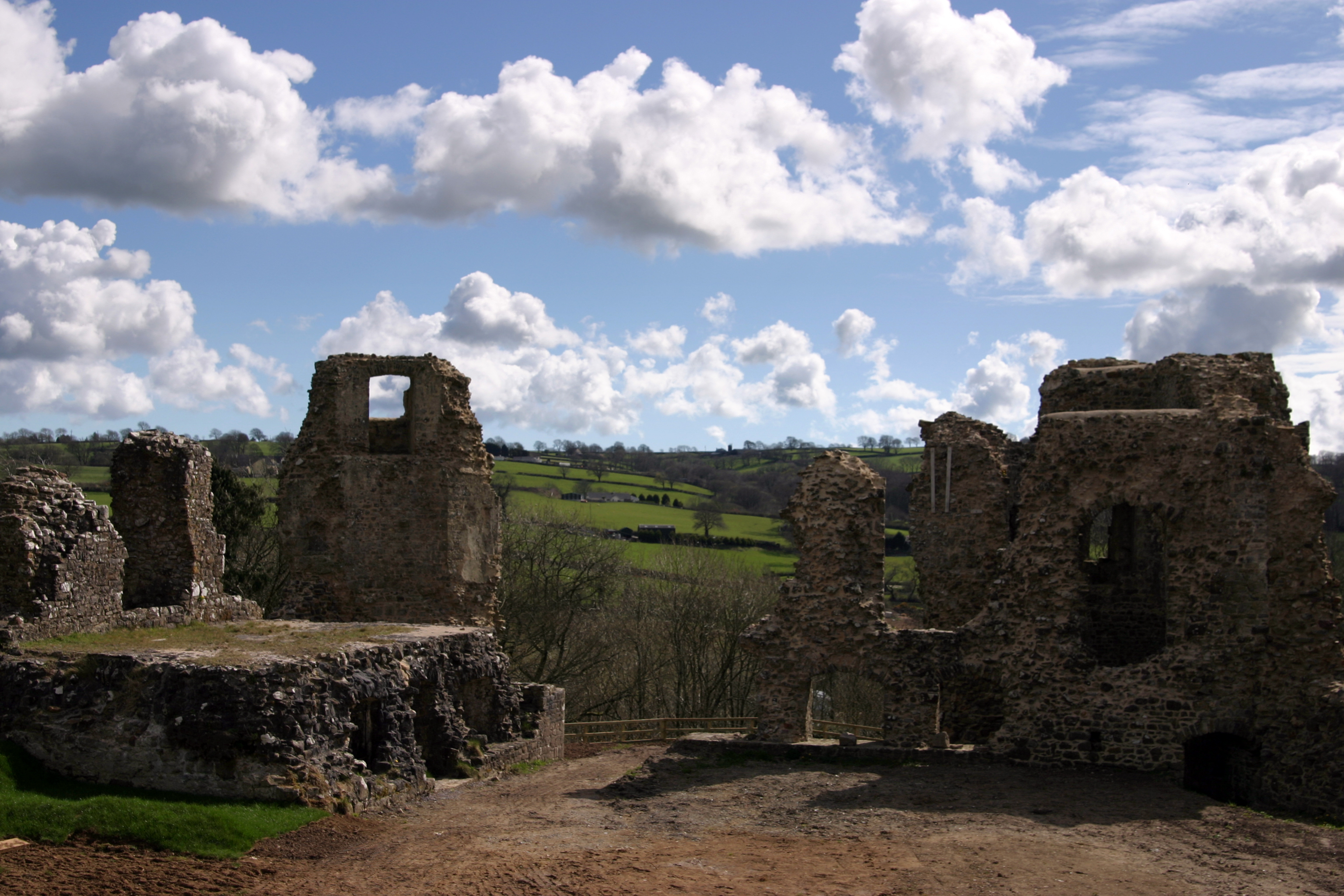
Kasteel van Narberth